# Fati (divinité)
Pour les articles homonymes, voir Fati.
 (août 2013).
Si vous disposez d'ouvrages ou d'articles de référence ou si vous connaissez des sites web de qualité traitant du thème abordé ici, merci de compléter l'article en donnant les références utiles à sa vérifiabilité et en les liant à la section « Notes et références ».
Dans la mythologie polynésienne, Fati est le dieu de la lune, fils de Taonoui et de Roua.